# Hetman wielki koronny

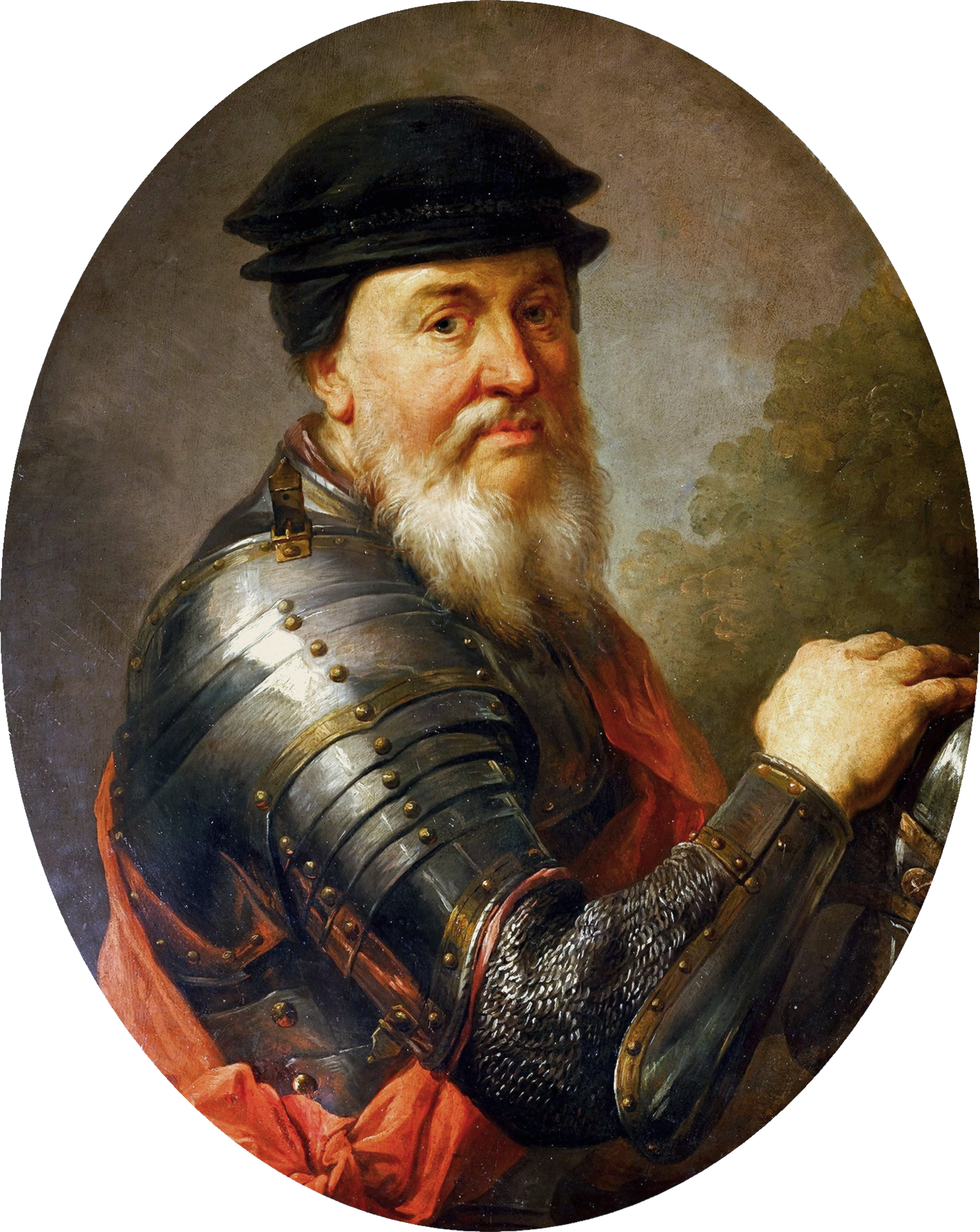
Jan Amor Tarnowski

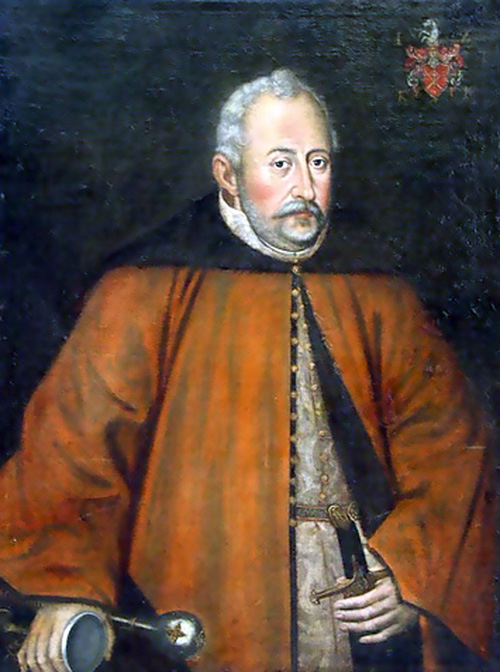
Jan Zamoyski

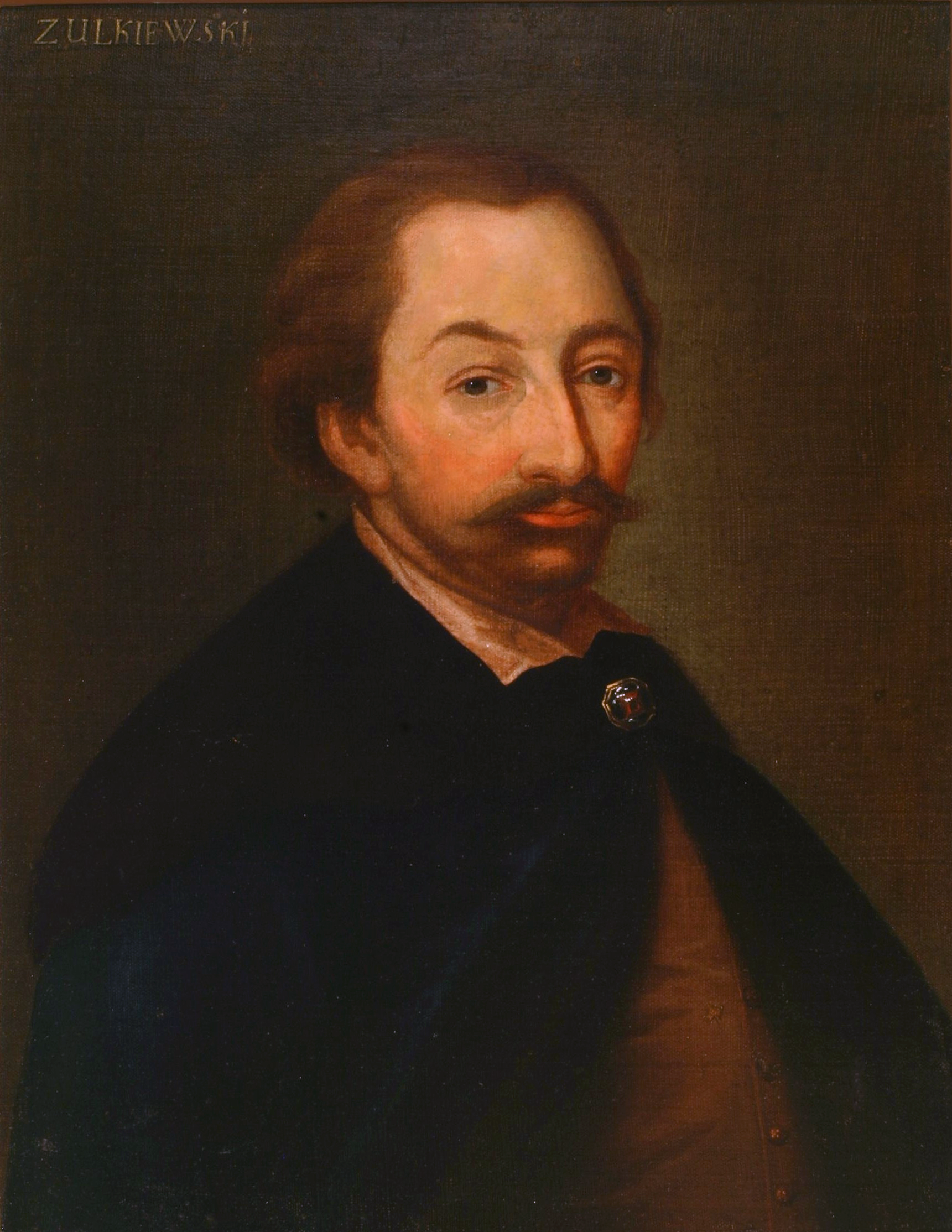
Stanisław Żółkiewski

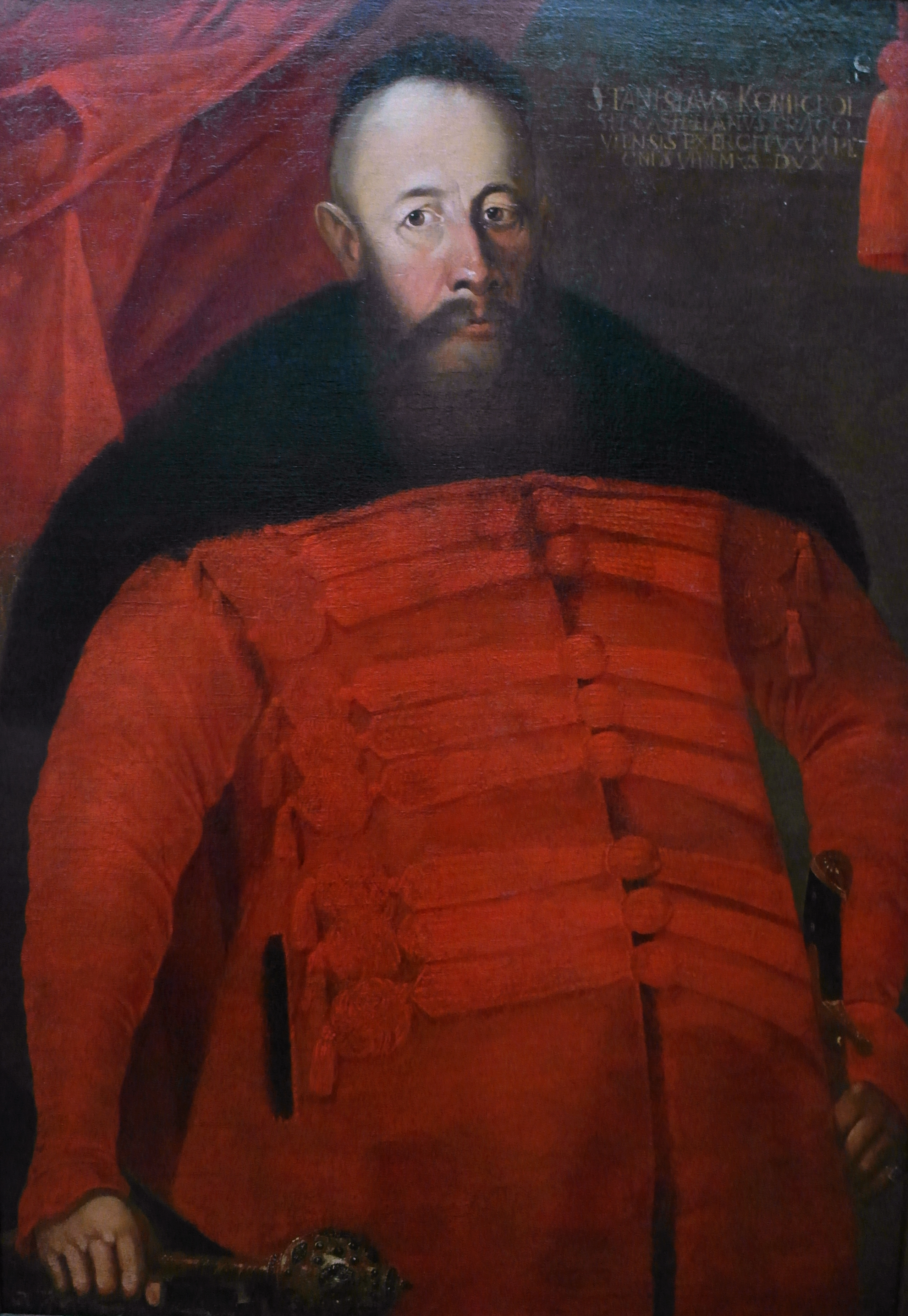
Stanisław Koniecpolski

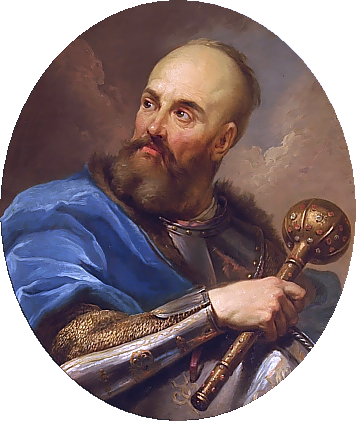
Stanisław Rewera Potocki

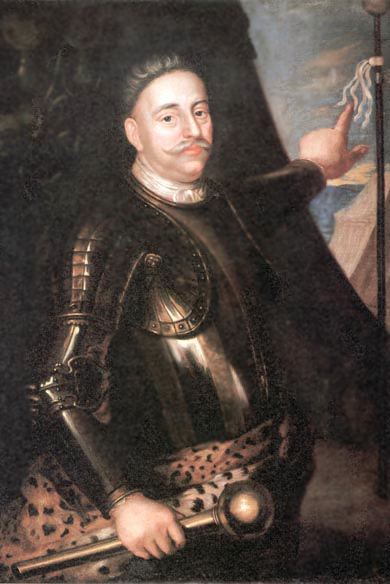
Stanisław Jan Jabłonowski

Hetman wielki koronny – z urzędu minister Korony Królestwa Polskiego. Dowódca wojsk zaciężnych, potem komputowych koronnych, czyli armii polskiej. Jeden z dwóch od czasów unii Polski z Litwą najwyższych zwierzchników wojskowych na ziemiach Rzeczypospolitej Obojga Narodów – drugim był hetman wielki litewski, który był dowódcą wojsk Wielkiego Księstwa Litewskiego, czyli armii litewskiej. Hetman wielki koronny był zastępcą Naczelnego Wodza-Króla Polski w dowodzeniu armią koronną czyli polską; zastępcą Naczelnego Wodza-Wielkiego Księcia Litewskiego w dowodzeniu armią litewską był hetman wielki litewski. Wzajemny stosunek prawny obu ministrów opisano w haśle: hetman wielki litewski. Władza hetmanów nie obejmowała dowodzenia pospolitym ruszeniem.  
Nazwa „hetman” pochodzi z języka czeskiego, w którym słowo „hejtman” oznaczało po prostu dowódcę wojskowego. Czesi z kolei zapożyczyli ten wyraz z niemieckiego „hauptmann”, będącego odpowiednikiem łacińskiego terminu „capitaneus”.  
Ich zastępcami byli odpowiednio hetman polny koronny i hetman polny litewski.
| Rok objęcia urzędu | Rok złożenia urzędu lub śmierci | Osoba |
| ------------------ | ------------------------------- | --- |
| 1503               | 1515                            | Mikołaj Kamieniecki – urząd pełnił do śmierci |
| 1515               | 1526                            | Mikołaj Firlej – urząd pełnił do śmierci |
| 1526               | 1527                            | vacat |
| 1527               | 1559                            | Jan Amor Tarnowski – zrezygnował, zm. 1561 r. |
| 1561               | 1569                            | Mikołaj Sieniawski – urząd pełnił do śmierci |
| 1569               | 1575                            | Jerzy Jazłowiecki – był formalnie hetmanem polnym, powierzono mu tylko „pełnienie obowiązków” hetmana wielkiego bez oficjalnej nominacji, zm. 1575 r. |
| 1575               | 1578 lub 1579                   | vacat |
| 1578 lub 1579      | 1580                            | Mikołaj Mielecki – zrezygnował na skutek nieporozumień z królem Stefanem Batorym i kanclerzem w. kor. Janem Zamoyskim. Zm. 1585 r. |
| 1580               | 1581                            | vacat |
| 1581               | 1605                            | Jan Zamoyski, pierwszy hetman wielki kor. mianowany dożywotnio, od tej nominacji stało się to regułą. Jednocześnie od 1578 kanclerz w. kor. |
| 1605               | 1618                            | vacat |
| 1618               | 1620                            | Stanisław Żółkiewski – nominacja 06.02.1618, jednocześnie od 06.03.1618 kanclerz w. kor. Zginął 06.10.1620 pod Cecorą. |
| 1620               | 1632                            | vacat |
| 1632               | 1646                            | Stanisław Koniecpolski |
| 1646               | 1651                            | Mikołaj Potocki |
| 1651               | 1654                            | vacat |
| 1654               | 1667                            | Stanisław Rewera Potocki |
| 1668               | 1 lutego 1676                   | Jan Sobieski wybrany na króla 19.05.1674 r. ciągle odkładał koronację, by móc korzystać z pełni władzy marszałka wielkiego kor. i hetmana wielkiego kor., które to urzędy nadal piastował, zaś rządy królewskie sprawował jako monarcha elekt. Tuż przed koronacją, której nie dawało się już dłużej odwlekać (odbyła się 02.02.1676 r.), złożył buławę wielką i marszałkostwo, zaś 11 lub 15.03.1676 mianował następcę. By zrozumieć postępowanie Sobieskiego z odwlekaniem koronacji, na tle ówczesnej sytuacji politycznej, przytoczmy słowa króla Augusta II, że gdyby wiedział był jaki jest zakres władzy monarszej w Rzeczypospolitej, to nigdy by się nie ubiegał o godność królewską, tylko o buławę wielką koronną. |
| 1676               | 1682                            | Dymitr Jerzy Wiśniowiecki |
| 1682               | 1683                            | vacat |
| 1683               | 1702                            | Stanisław Jan Jabłonowski |
| 1702               | 1702                            | Feliks Kazimierz Potocki |
| 1702               | 1706                            | Hieronim Lubomirski |
| 1706               | 1726                            | Adam Mikołaj Sieniawski |
| 1726               | 1728                            | Stanisław Mateusz Rzewuski |
| 1728               | 1735                            | vacat |
| 1735               | 1751                            | Józef Potocki |
| 1751               | 1752                            | vacat |
| 1752               | 1771                            | Jan Klemens Branicki |
| 1771               | 1773                            | vacat |
| 1773               | 1773                            | Wacław Rzewuski – zrezygnował, od 1778 kasztelan krakowski (pierwszy senator świecki), zmarł 1779 r. |
| 1774               | 1793                            | Franciszek Ksawery Branicki – od 1775 przywódca opozycji magnackiej przeciwko królowi, przeciwnik Konstytucji 3 Maja, 1792 współtwórca konfederacji targowickiej, zrezygnował z urzędu, gdy okazało się, że Targowica doprowadziła do II rozbioru ziem Rzeczypospolitej (naiwnie był przekonany, że Katarzyna II jest nadal protektorką nienaruszalności granic Rzeczypospolitej), w 1794 (insurekcja kościuszkowska) zaocznie skazany na karę śmierci za zdradę kraju (publicznie na szubienicy powieszono jego portret), przeszedł na służbę rosyjską, zmarł w 1819 r. |
| 1793               | 1794                            | Piotr Ożarowski – skazany i powieszony 09.05.1794 za zdradę kraju – od 1789 pobierał stałą pensję od ambasadorów rosyjskich, przeciwnik reform, targowiczanin, na sejmie grodzieńskim (1793) członek delegacji zatwierdzającej II rozbiór Rzeczypospolitej i redukcję armii. |

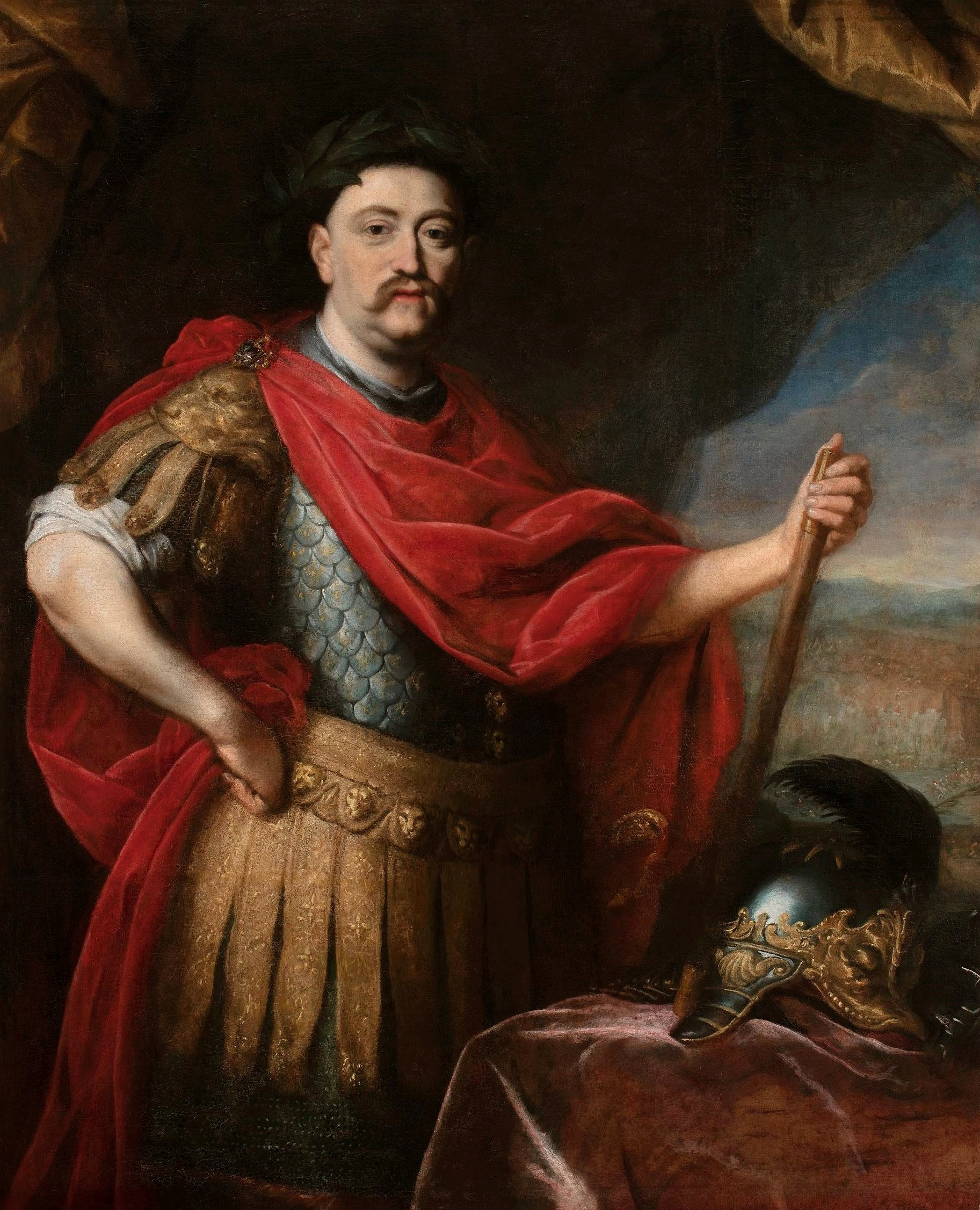
Jan III Sobieski
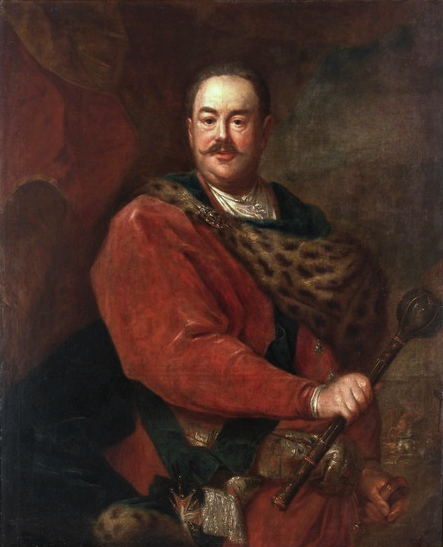
Jan Klemens Branicki
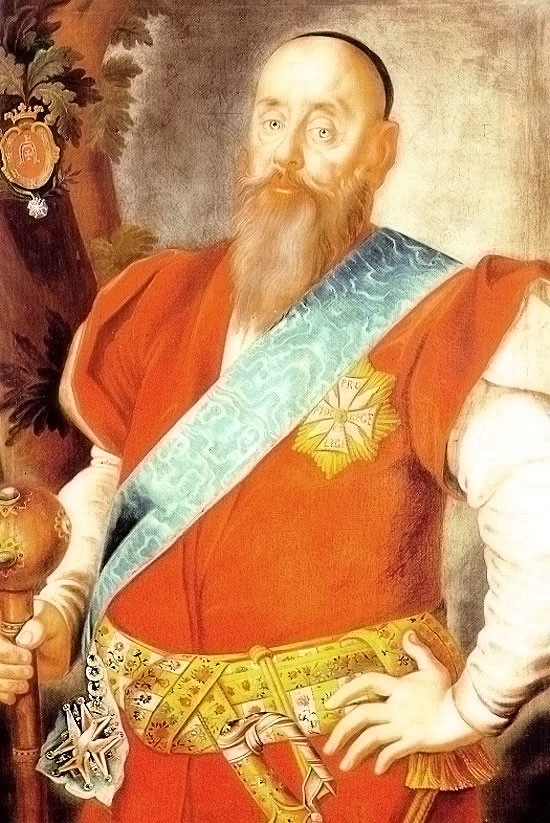
Wacław Rzewuski